# Austin Aztex FC
Ne doit pas être confondu avec Austin Aztex ou Orlando City SC.
Maillots
Dernière mise à jour : 8 juin 2013.
Le Austin Aztex FC était une équipe de soccer (football) des États-Unis basée à Austin au Texas qui évoluait lors de sa dernière saison dans le championnat amateur de l'USSF Division 2 Professional League, la 2e division nord-américaine.

## Histoire
- 2008 : le club est fondé sous le nom de Austin Aztex Football Club et est basé à Austin au Texas. L'équipe devient professionnelle.
- 2009 : première saison du club joué en première division de la USL (United Soccer Leagues), la deuxième plus haute division dans le soccer nord-américain.
- 2010 : à la suite du conflit au sein de l'USL, le club est reversé dans la ligue temporaire USSF D2 Pro League (D2 nord-américaine).
- 2011 : la franchise d'USL Pro (D3 nord-américaine) est transférée en Floride et rebaptisée Orlando City Soccer Club. Une nouvelle équipe nommée Austin Aztex se montera ensuite à Austin en 2012.

## Stades
- 2009 : Nelson Field (en) à Austin, Texas.
- 2010 : House Park (en) à Austin, Texas.

## Anciens joueurs
- Yordany Alvarez (2009-2010)
- Kevin Sakuda (2009-2010)

## Entraîneurs
- 2009-2010 :  Adrian Heath

## Saison par saison
| Année | Division | Ligue              | Saison régulière | Playoffs        | Open Cup |
| ----- | -------- | ------------------ | ---------------- | --------------- | -------- |
| 2009  | 2        | USL-1              | 10e              | Non qualifié    | 3e tour  |
| 2010  | 2        | USSF D2 Pro League | 2e               | Quart de finale | 3e tour  |